# Peugeot 202

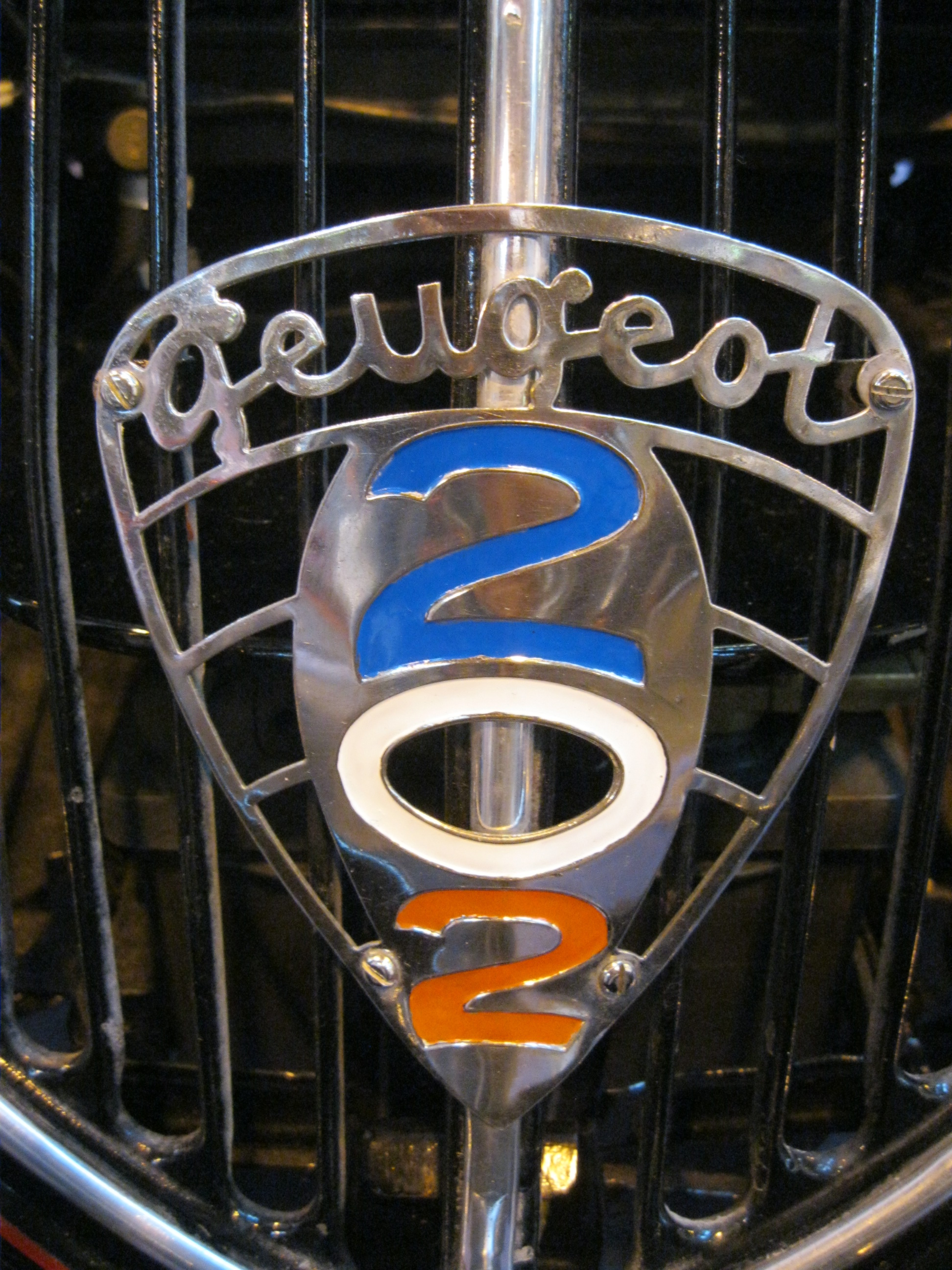
Insigne fixé en bas de la calandre d'une 202.

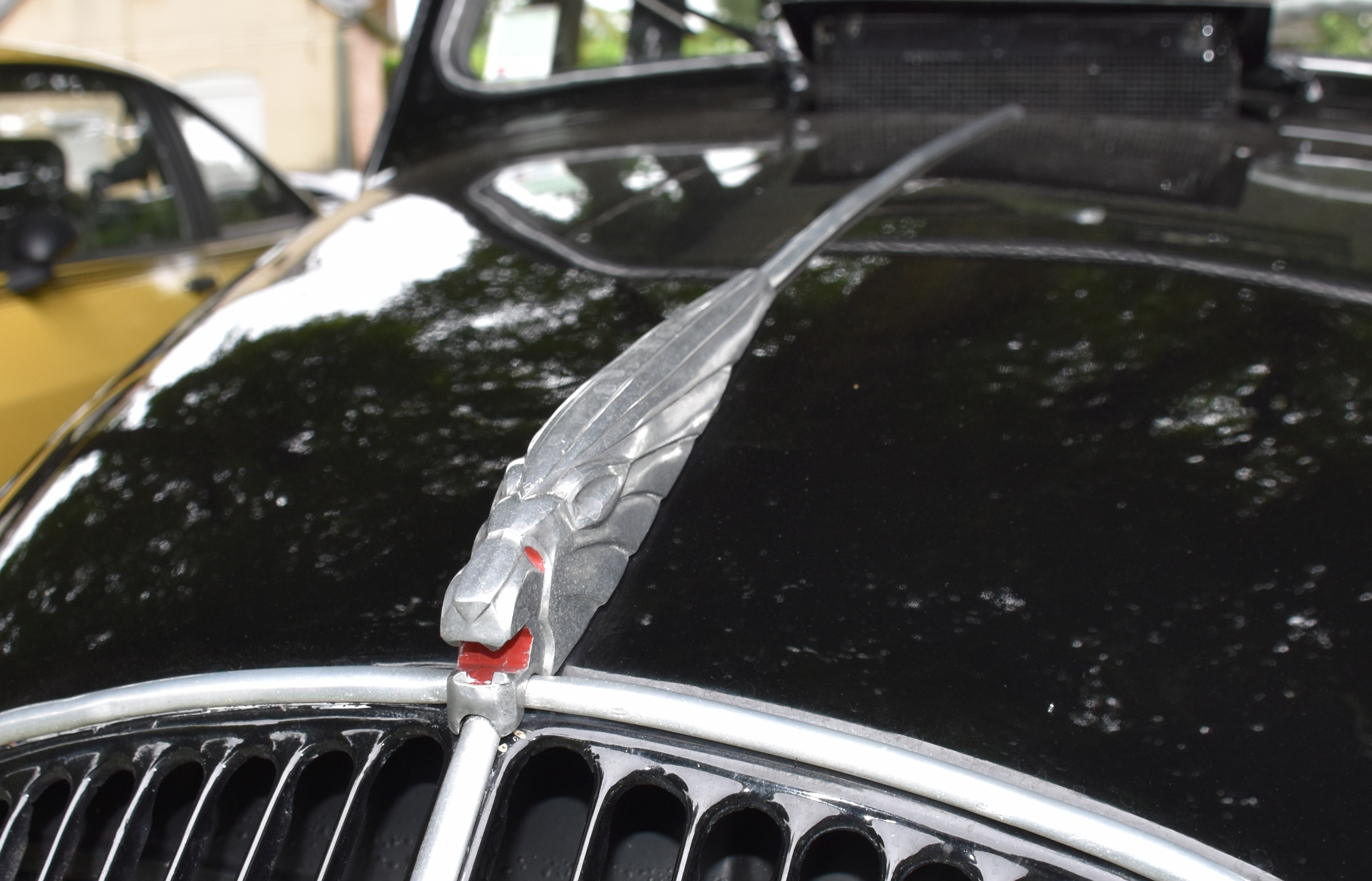
Identité visuelle d'une 202.

La Peugeot 202 est une automobile produite par le constructeur automobile français Peugeot de 1938 à 1949. Introduite en pleine période de l'entre-deux-guerres, la 202 marque un tournant dans l'histoire de Peugeot.
Elle se caractérise par son style aérodynamique « fuseau Sochaux » et ses deux projecteurs rapprochés, montés derrière la calandre comme sur les 302 et 402. Sa production est contrainte à l'arrêt lors de la Seconde Guerre mondiale, mais reprend après celle-ci, dans une version améliorée. Elle connait tout de même un succès commercial grâce à son design distinctif, ses performances, sa fiabilité et son confort, qui en ont fait un choix populaire à l'époque.

## Historique

### Conception et développement
En 1934, pour répondre au lancement de la Citroën Traction Avant, le constructeur sochalien lance la Peugeot 402, le premier modèle du renouvellement complet de la gamme Peugeot. Désireux d'offrir un modèle plus accessible à sa clientèle, et pour contrer le succès des Renault Juvaquatre mais surtout de la Simca 8, Peugeot peaufine un modèle semblable à la 402, mais à échelle réduite.

### Présentation
Au salon de Paris de 1937, au lieu de présenter publiquement le nouveau modèle qui est quasiment prêt, Peugeot décide d'organiser un grand sondage auprès du public. À travers une série de questions, le constructeur demande aux participants quels sont les critères que leur future voiture devrait respecter. La nouvelle Peugeot 202 est donc lancée en janvier 1938, après une présentation officielle au bois de Boulogne. Les résultats de la consultation effectuée lors du salon sont alors en adéquation avec la conception du modèle, une approche couronnée de succès sur le plan marketing.
Lors du salon de Paris 1938, soit huit mois après le lancement, Peugeot présente une Peugeot 202 avec des panneaux de carrosserie en Plexiglas, afin de pouvoir observer l'intérieur et la mécanique de la voiture.

### Lancement et améliorations
En mars 1938, les jantes à voile ajouré en acier sont remplacées par des roues Michelin « Pilote » jantes pleines, les pneumatiques sont alors des 145 × 400 corrigeant un peu la tenue de route très vagabonde de la voiture de base. Les voies sont élargies de quelques millimètres. En décembre 1938, les barres de torsion à l'avant sont abandonnées au profit d'une antique lame transversale avec triangles et montage du moteur TG2 sur blocs caoutchouc en lieu et place des silentblocs. Les ventes atteignent presque 20 000 exemplaires au cours de l'année 1938, incitant le constructeur à proposer rapidement une version découvrable et une limousine à 6 glaces latérales avec châssis allongé,.

En 1939, l'armée française réquisitionne 400 Peugeot 202, par manque de side-car. Les 202 sont utilisées dans les groupes de reconnaissance de division d'infanterie comme voitures de commandement, de liaison ou même d'antiaérien avec l'ajout d'un FM 24/29 sur le toit. L'armée de l'air en utilise également comme voitures de liaisons. Les 202 sont simplement peintes en vert olive, voire camouflées, avec l'ajout de signes tactiques. Entre 1942 et 1945, la production est interrompue à cause de la guerre. 

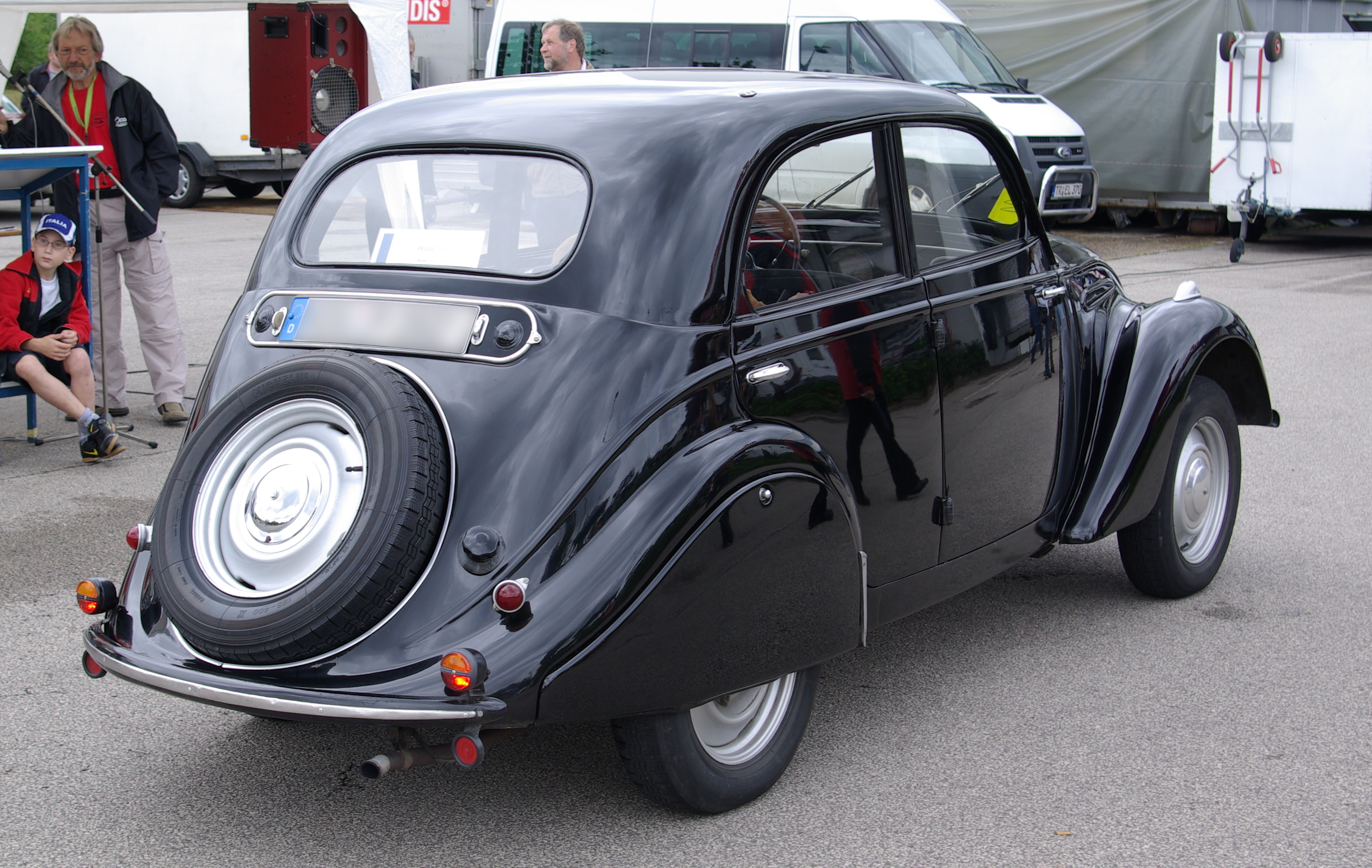
202 B : roues à voile plein, absence de chromes, bouchon d'essence à droite de la roue de secours.

En 1945, la production de la version d'avant guerre reprend durant une courte période. En 1946 sort la « série B », reconnaissable à ses jantes en voile d'acier plein sans enjoliveurs. La voiture est améliorée avec de nouveaux rapports de boîte et de pont, et des voies avant et arrière encore élargies de 20 mm, pour améliorer la tenue de route. Peu de temps après, le tableau de bord est repensé et intègre une très petite boîte à gants. En 1947, Peugeot équipe la 202 d'un freinage à commande hydraulique, lui assurant de meilleures distances d'arrêt. En toute fin de carrière, en 1948, les roues sont embellies avec des bouchons chromés et des moyeux plaqués. La voiture reçoit également des amortisseurs hydrauliques, originaires de la nouvelle Peugeot 203.

### Arrêt et succession
La fabrication de la Peugeot 202 prend fin au début de l'été 1949. Au total, environ 140 000 exemplaires sont produits durant toute sa carrière. Elle est remplacée par la Peugeot 203, sortie en 1948.

## Les différentes versions
Après le bon lancement de la berline la première année, Peugeot lance rapidement la version cabriolet. Au fil de sa carrière, la 202 est déclinée en de nombreuses versions, comme en pick-up, limousine, fourgon, ou berline découvrable. À noter qu'au sortir de la Seconde Guerre mondiale, l'acier se fait rare et les constructeurs s'adaptent en employant du bois, ce qui est le cas pour la 202 limousine commerciale dite « canadienne » produite à 3 015 unités. Elle bénéficie d'une charge utile de 500 kg ce qui permet aussi de véhiculer quatre passagers et 250 kg de bagages..

Les différentes versions de la Peugeot 202.
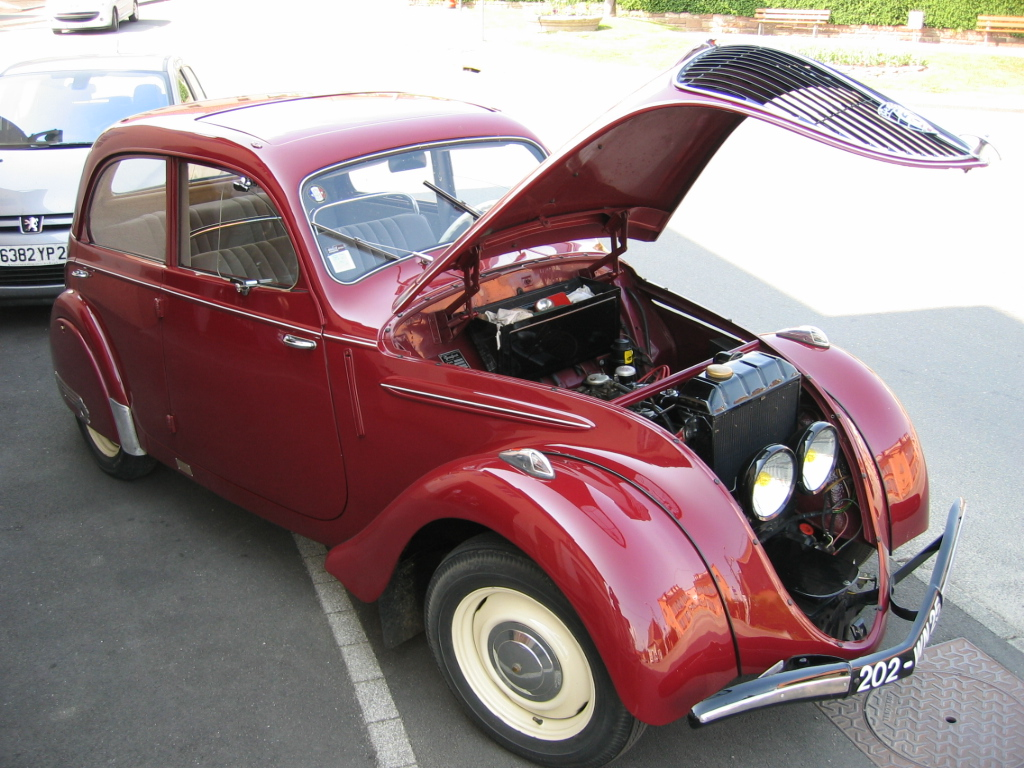
202 capot ouvert, découvrant sa caisse à outils, son moteur, son radiateur et ses phares.
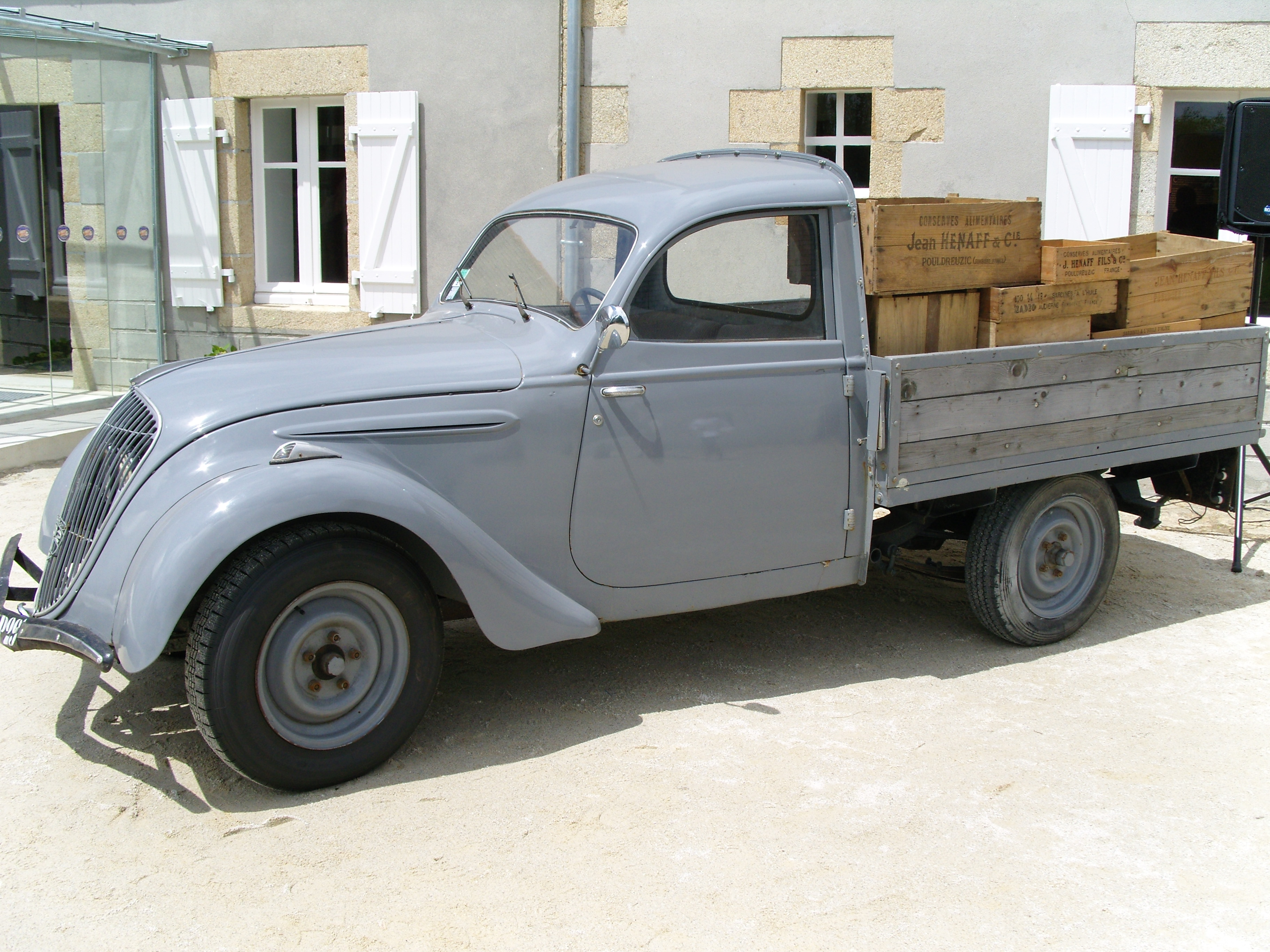
202 pick-up des patés Hénaff à Pouldreuzic.
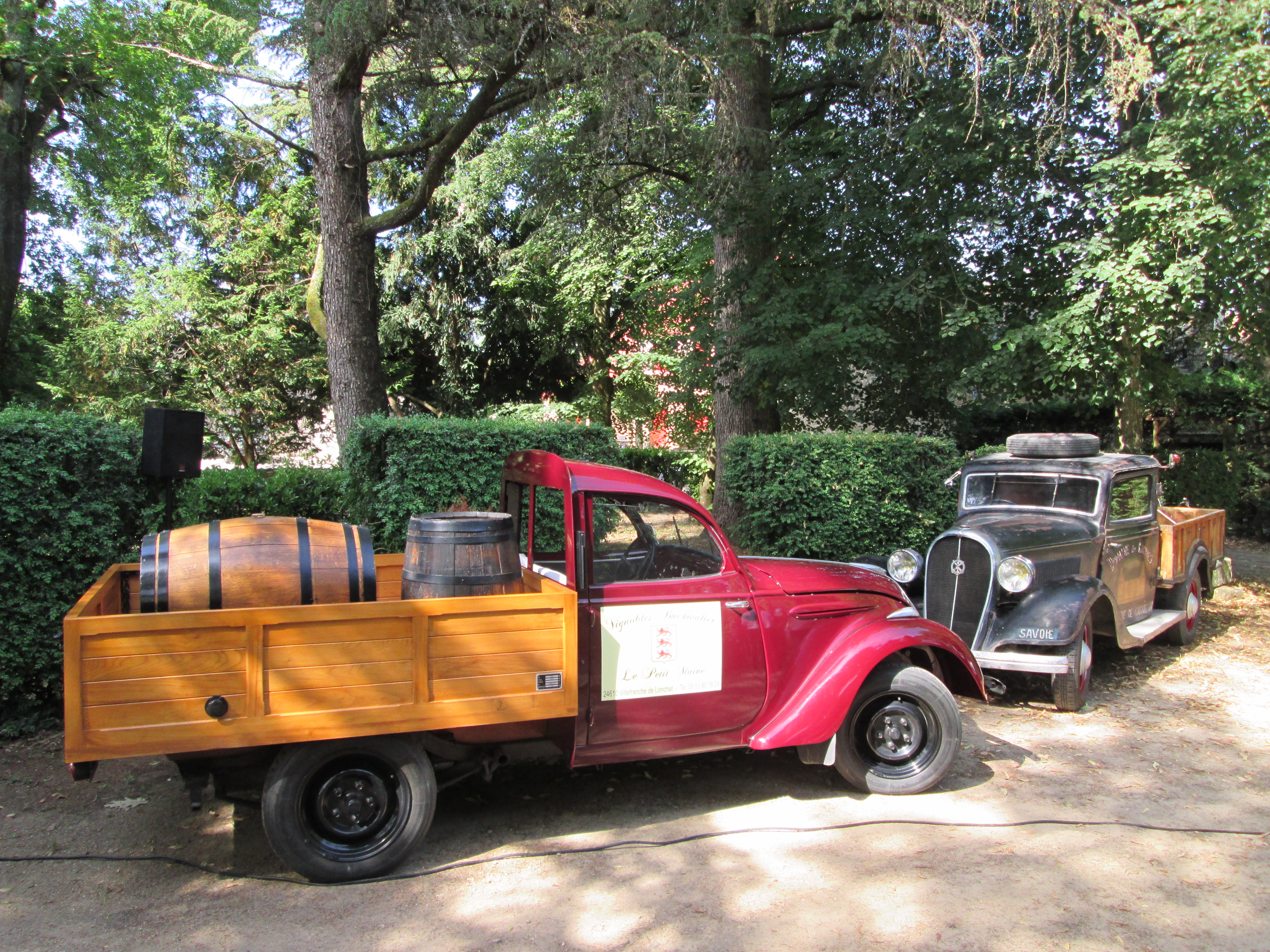
202 pick-up avec son homologue Hotchkiss.
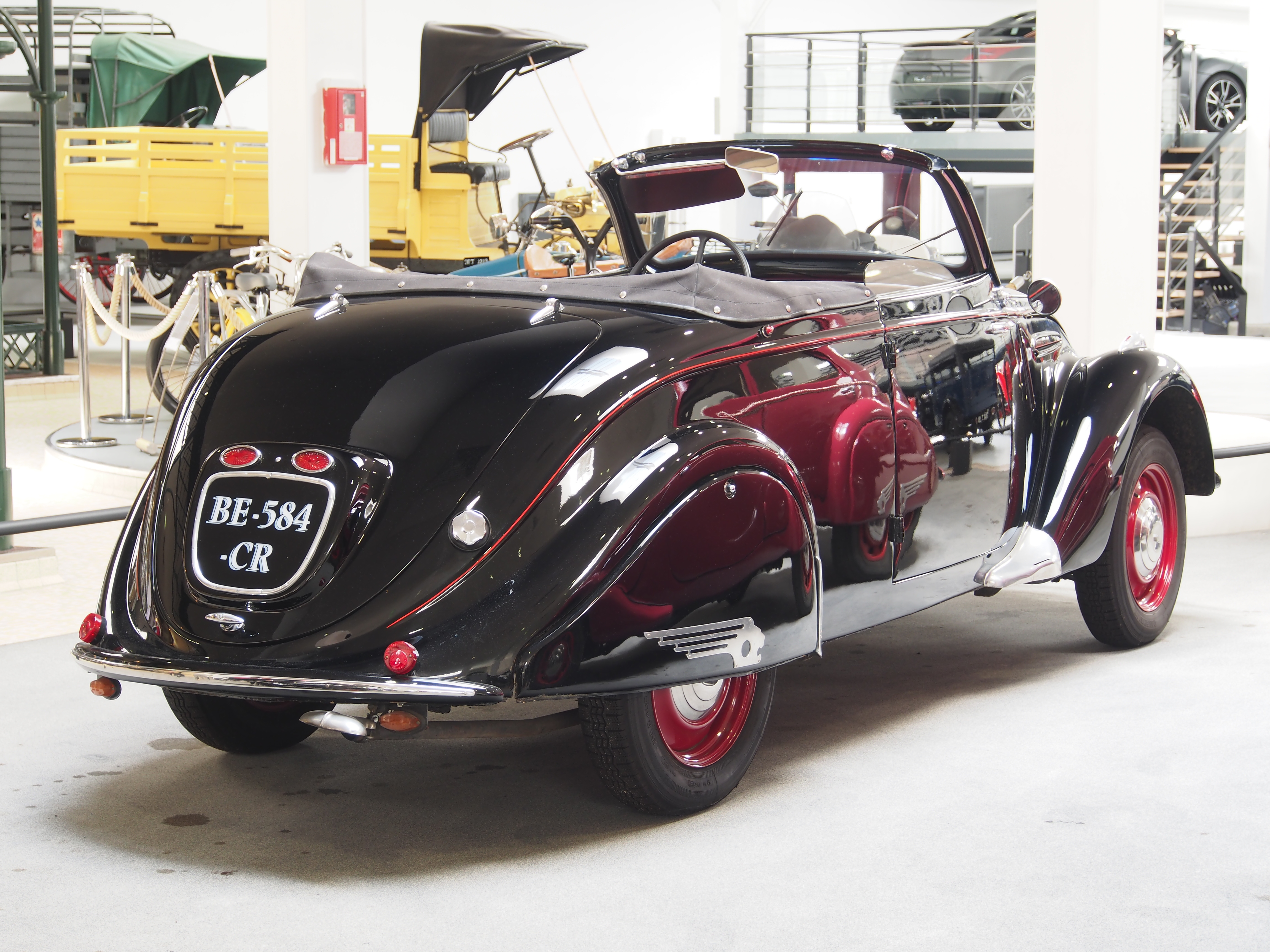
202 Cabriolet.
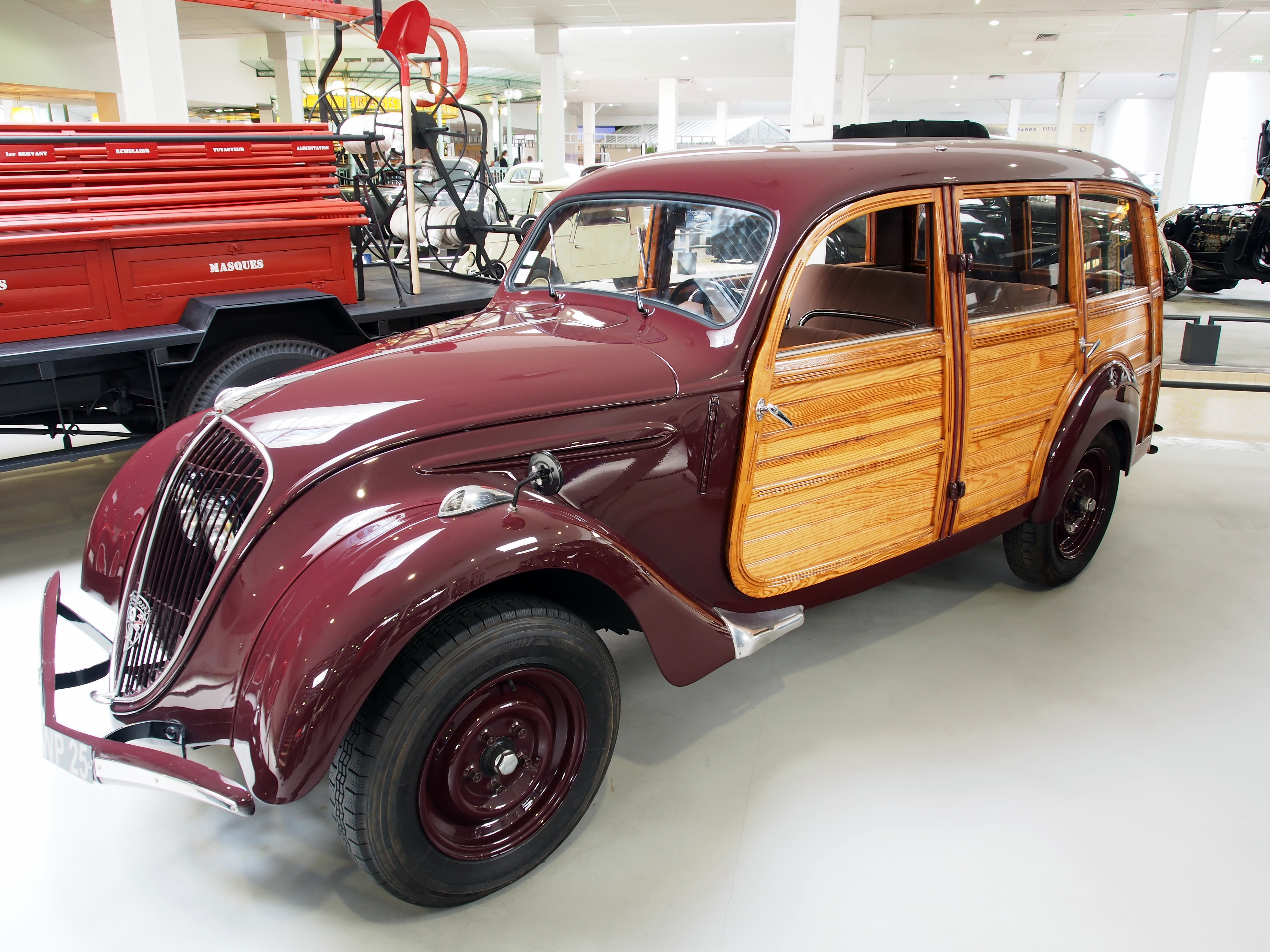
202 UH limousine commerciale dite « Canadienne ».
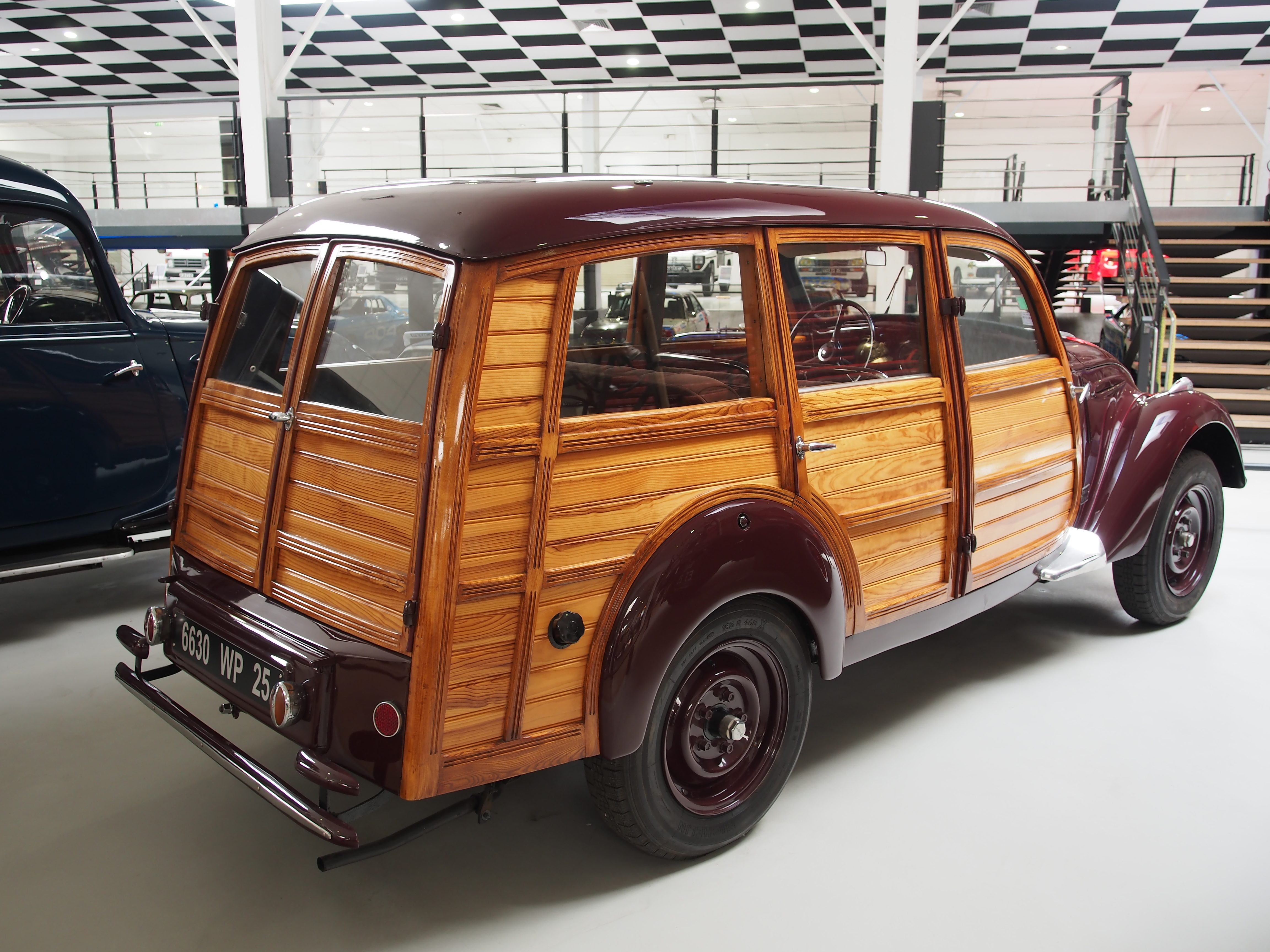
Arrière de cette « UH Canadienne » type  Woody.
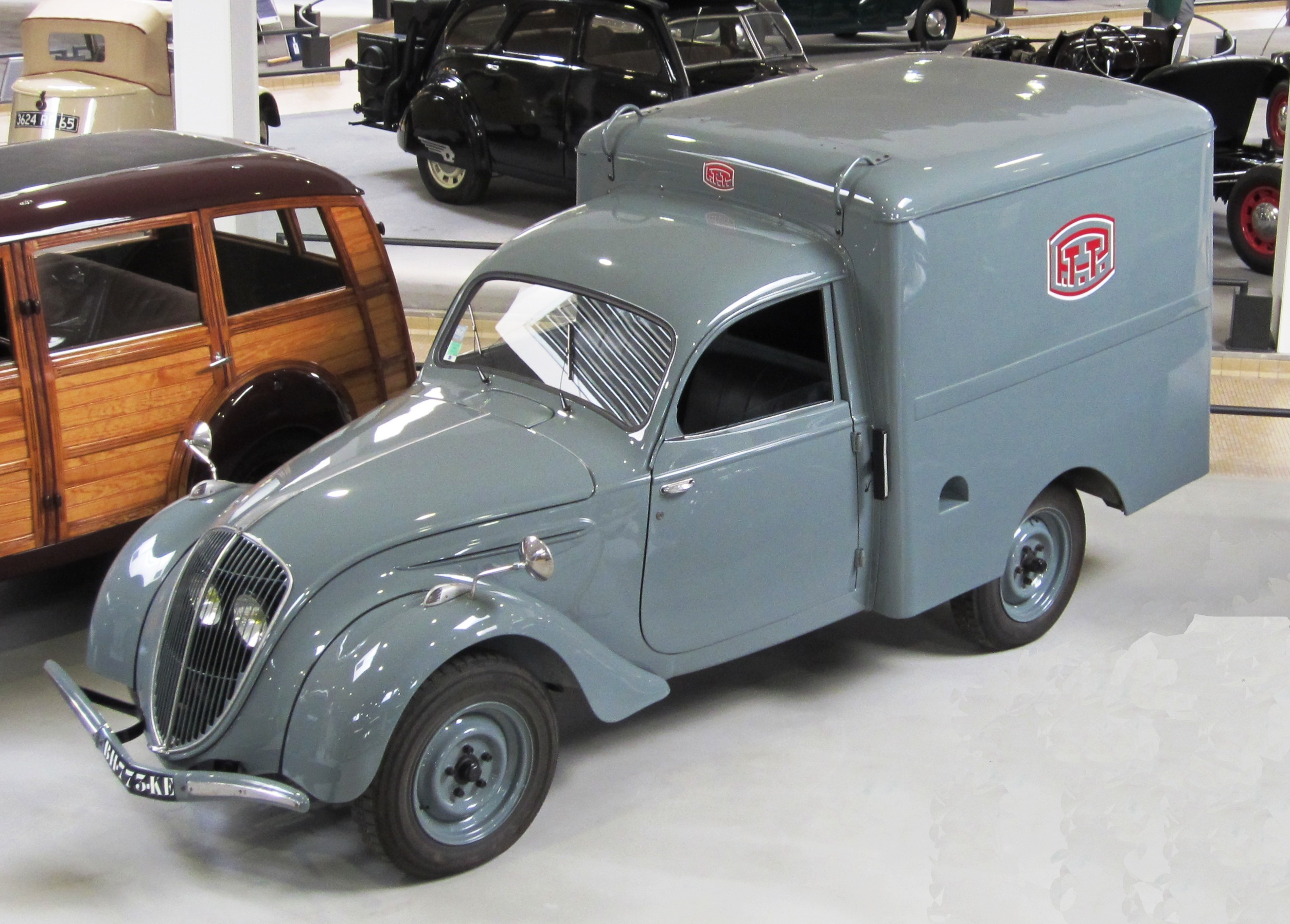
202 UH Fourgonnette.
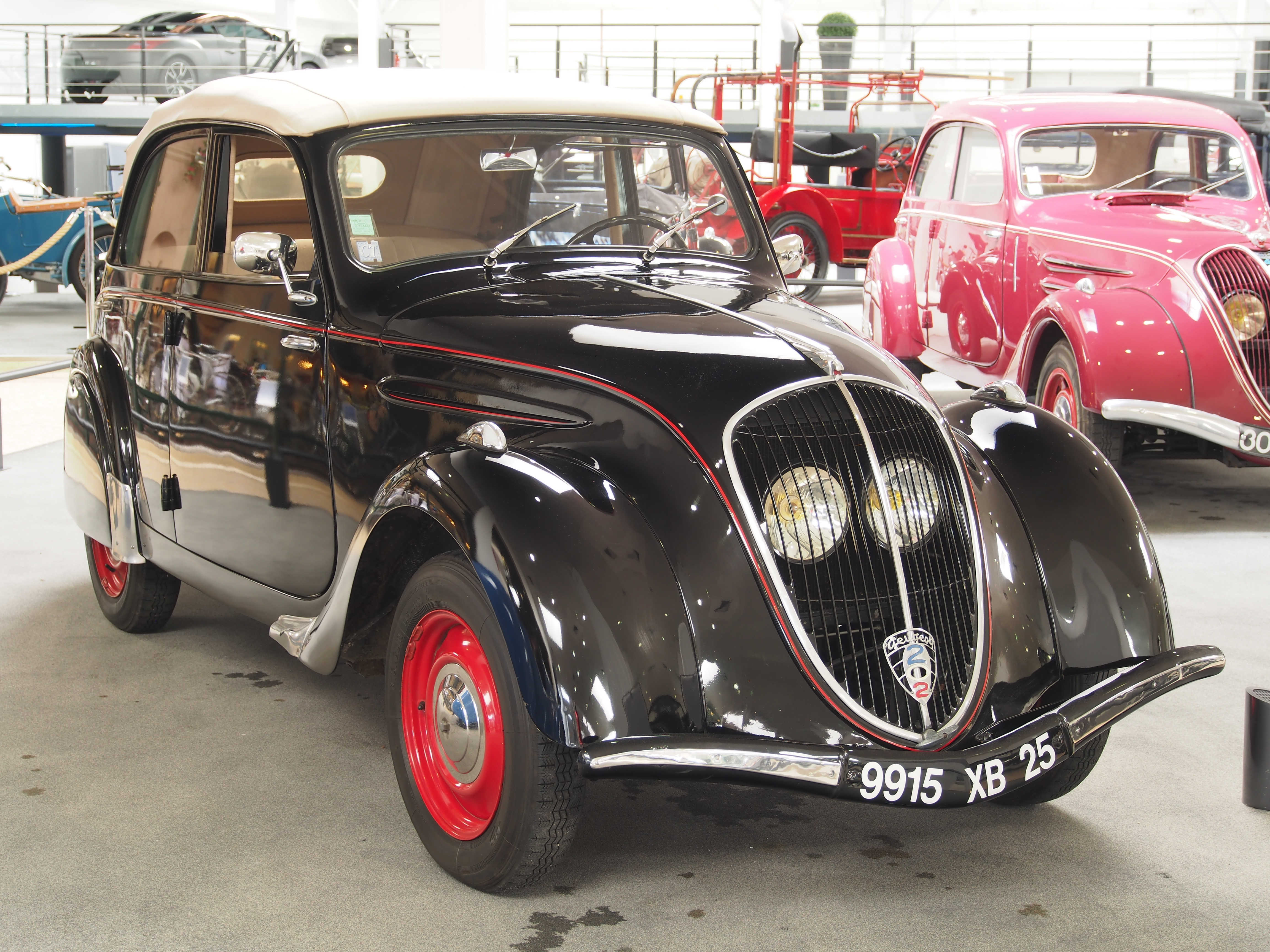
202 berline découvrable.
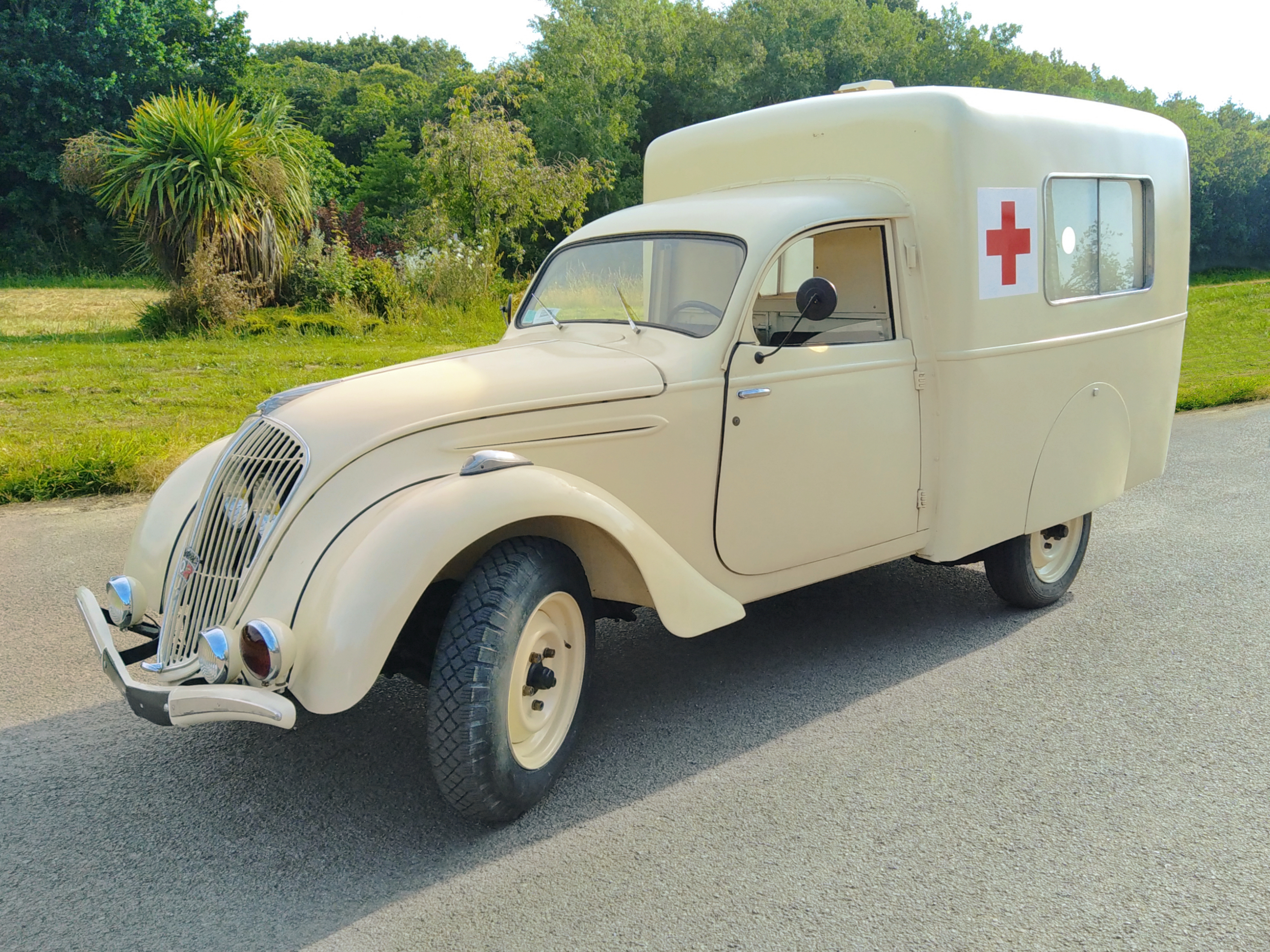
202 ambulance de 1948, …
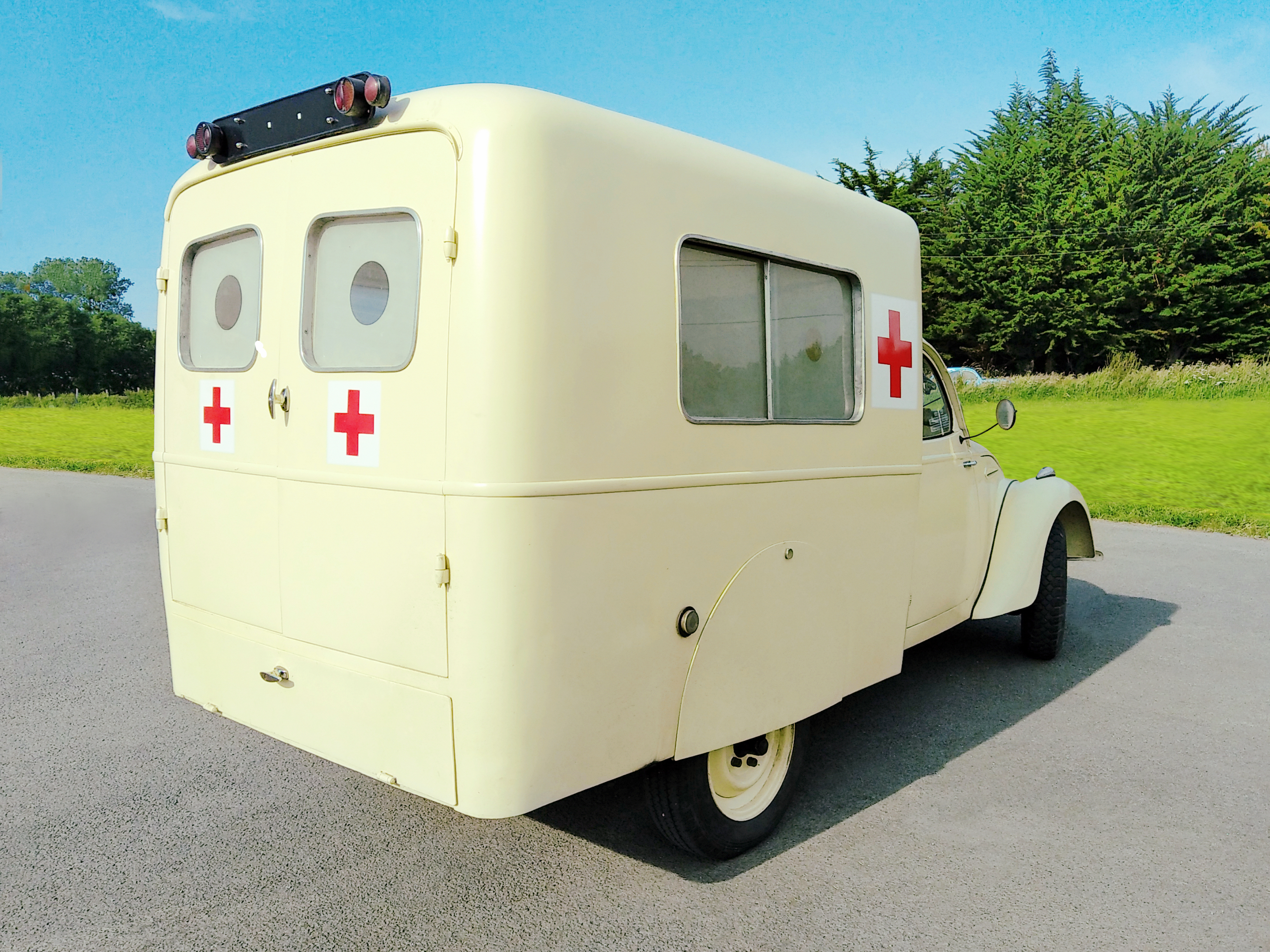
… construite par la carrosserie Surirey à Flers dans l’Orne.

## Caractéristiques

### Chaîne cinématique

#### Motorisations
La Peugeot 202 est équipée d'un moteur 4 cylindres en ligne, 3 paliers, avec bloc en fonte chemisé et culasse aluminium de 1 133 cm3 de cylindrée. L'alésage × course est de 68 × 78. Le carburateur est un inversé Solex 26 IAC et le refroidissement par eau avec pompe et radiateur. Malgré un manque certain de puissance, le petit moteur de 1 133 cm3 ne développant que 30 ch, elle est économique et robuste.
| Modèle et boîte             | Construction | Moteur               | Cylindrée         | Performance                  | Couple                | Vitesse maximale | Consommation |
| --------------------------- | ------------ | -------------------- | ----------------- | ---------------------------- | --------------------- | ---------------- | ------------ |
| Peugeot 202 (boîte méca. 3) | 1938 - 1949  | 4 cylindres en ligne | 1 133 cm3 (1,1 L) | 22 kW (30 ch) à 4 000 tr/min | 61 N m à 2 500 tr/min | 100 km/h         | 7,8 L/100 km |

#### Boîtes de vitesses

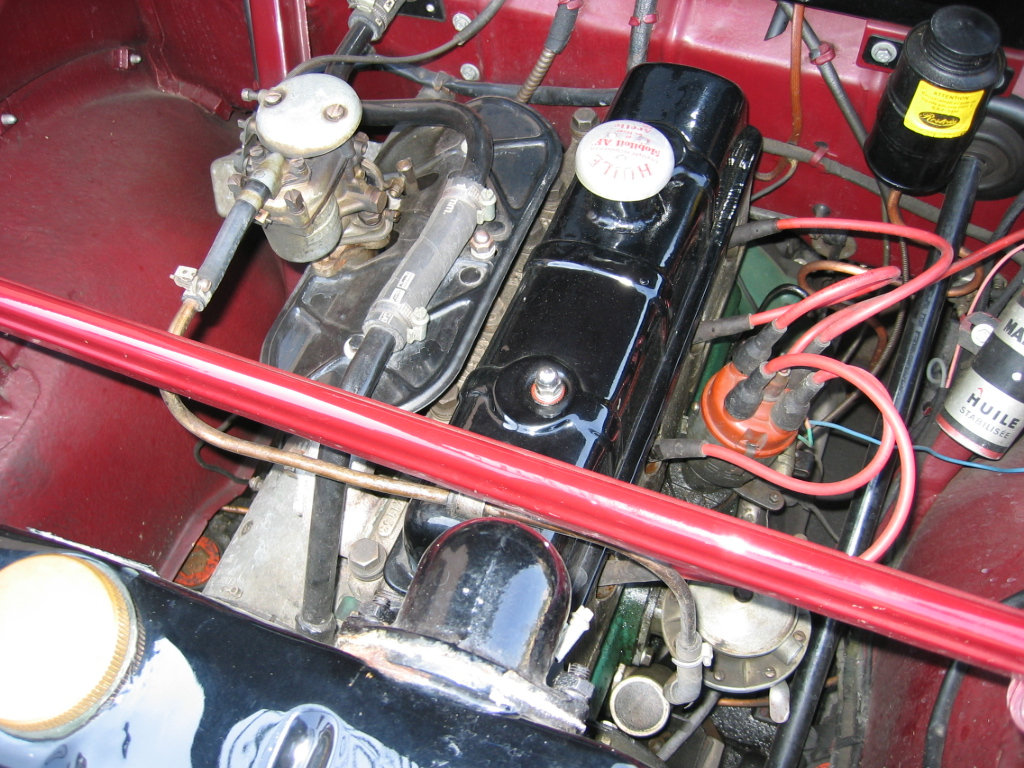
Le moteur de la 202.

La Peugeot 202 est équipé de série d'une boîte de vitesses manuelle à trois rapports pour toutes les versions, avec la première vitesse non synchronisée et un embrayage de type monodisque à sec. Elle reçoit une légère mise à jour en novembre 1938.
|                | Peugeot 202 (avant novembre 1938) | Peugeot 202 (après novembre 1938) |
| -------------- | --------------------------------- | --------------------------------- |
| 1er rapport    | 0,284                             | 0,284                             |
| 2e rapport     | 0,533                             | 0,582                             |
| 3e rapport     | 1                                 | 1                                 |
| Marche arrière | 0,230                             | 0,225                             |

### Mécanique
La Peugeot 202 est équipée d'un arbre de transmission à cardan relié à un pont arrière rigide. En ce qui concerne le système de freinage, la 202 dispose de quatre freins à tambour sur les quatre roues, actionnés par des câbles réglables, à l'exception des modèles BH et UH qui bénéficient de freins hydrauliques.
Concernant la suspension, à l'avant, la voiture dispose de roues indépendantes avec des lames transversales et des bras oscillants. À l'arrière, la suspension repose sur des lames longitudinales montées en consoles, sur un essieu rigide. Cette configuration, garantissant un confort et une absorption efficace des défauts de la chaussée, a été une des raisons du succès commercial du modèle.

### Châssis et carrosserie

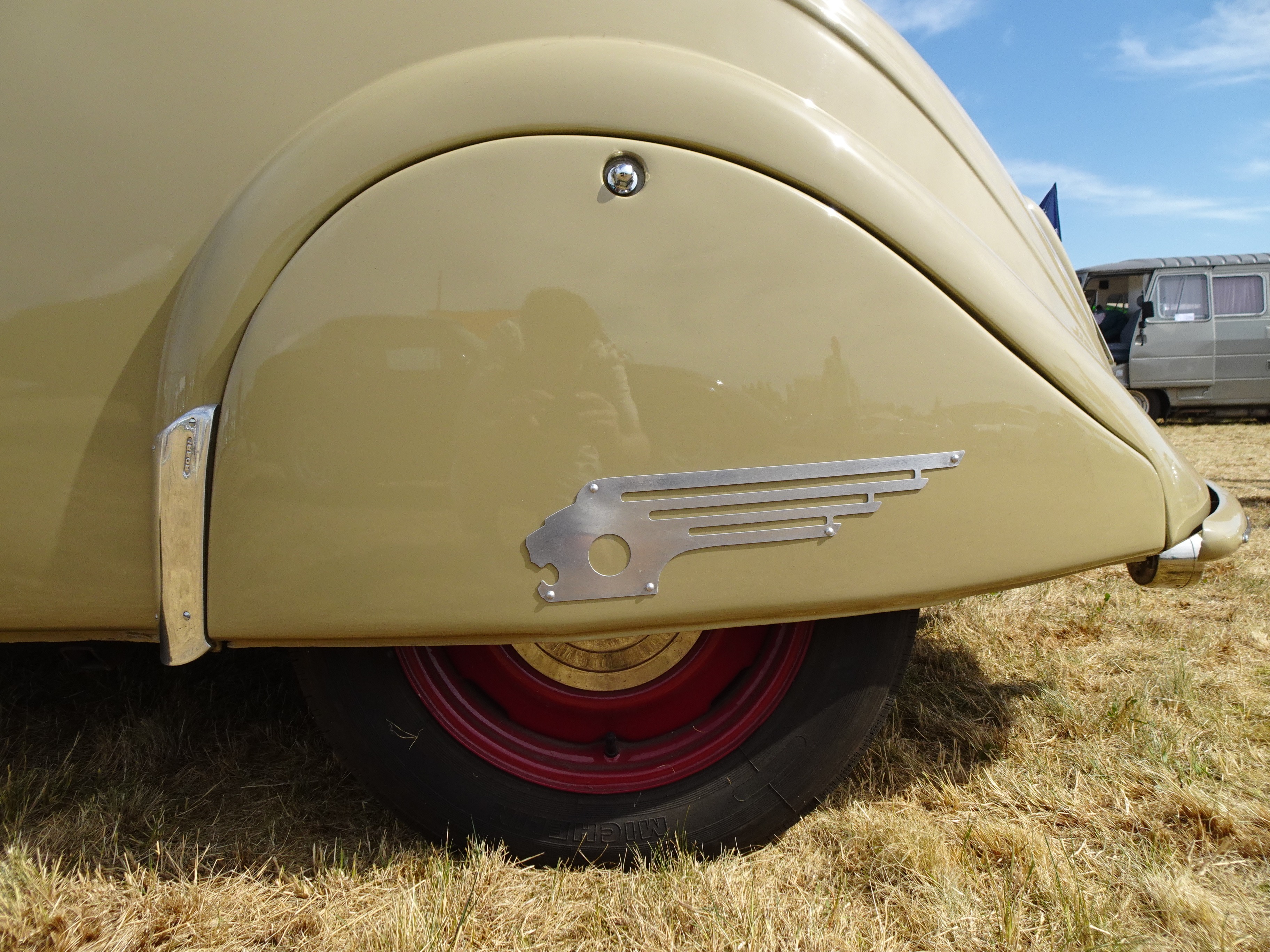
L'arrière en « queue de castor » de la Peugeot 202.

D'un point de vue design, la Peugeot 202 adopte le style caractéristique du constructeur à cette époque, avec des phares jumelés positionnés derrière la calandre et devant le radiateur. En plus des phares distinctifs, elle emprunte la ligne de la Peugeot 402, avec ses roues arrière carénées et sa malle arrière en forme de « queue de castor », le tout dans un style plus compact.
Malgré sa puissance modeste, elle pouvait atteindre les 100 km/h en pointe grâce à son aérodynamisme. C'est une berline offrant quatre places accessibles par quatre portes, dont celles de devant s'ouvrent dans le sens de la marche, comme de coutume à cette époque.

## Dans la culture populaire

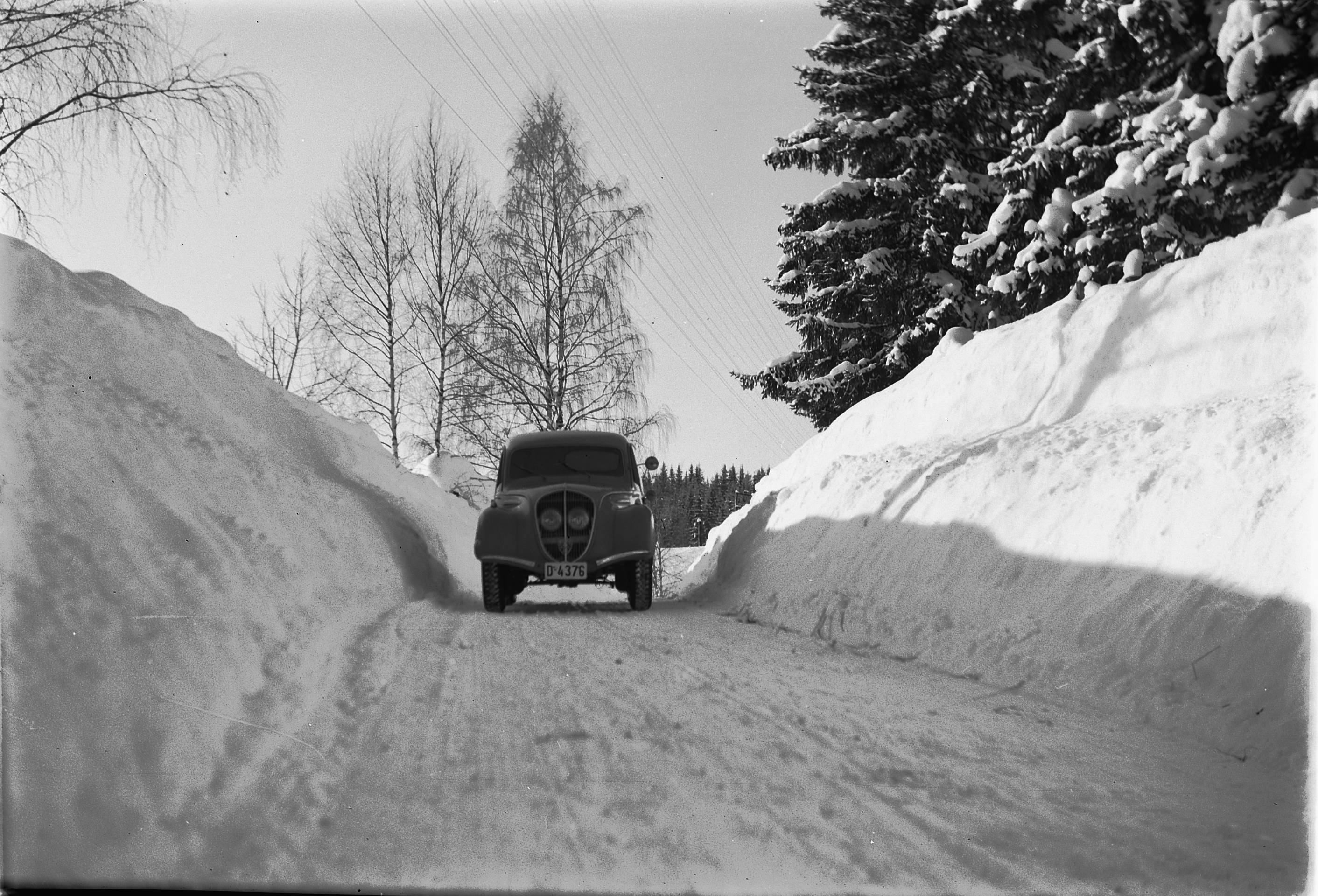
Une 202 commerciale sur une route norvégienne en hiver.

### Cinéma
- Monsieur Batignole
- La Folle Histoire de Max et Léon
- Flic Story

### Bande dessinée
- Gil Jourdan : Libellule s'évade

### Jeux vidéo
- Le joueur est à bord d'une 202 B dans une mission du jeu Call of Duty.
- On peut distinguer une 202 à l'abandon dans le jeu Medal of Honor.

## Annexe